# Adoretus pumilio
Adoretus pumilio är en skalbaggsart som beskrevs av Hermann Burmeister 1844. Adoretus pumilio ingår i släktet Adoretus och familjen Rutelidae. Inga underarter finns listade i Catalogue of Life.